# Gymnocranius griseus
Gymnocranius griseus és una espècie de peix pertanyent a la família dels letrínids.

## Descripció
- Pot arribar a fer 35 cm de llargària màxima (normalment, en fa 25).
- 10 espines i 9-10 radis tous a l'aleta dorsal i 3 espines i 9-10 radis tous a l'anal.
- El diàmetre de l'ull és relativament gran.
- És platejat (sovint amb un patró difús de 5-8 franges estretes i fosques als costats, incloent-hi una que li travessa els ulls i les galtes).
- El color de les aletes varia principalment entre el pàl·lid i el groguenc.
- Alguns exemplars adults tenen alguns punts blaus dispersos al musell i les galtes.
- Sovint mostra una estreta franja de color marró que li travessa la base de les aletes pectorals.[5][6]

## Reproducció
És sexualment madur en assolir els 15-17 cm de llargària.

## Alimentació
Menja invertebrats bentònics.

## Hàbitat
És un peix marí, associat als esculls i de clima tropical (35°N-9°S) que viu entre 20 i 80 m de fondària.

## Distribució geogràfica
Es troba des del sud del Japó fins a la conca Indo-Pacífica i, probablement també, l'Índia.

## Observacions
És inofensiu per als humans i es comercialitza assecat o fresc. És present als mercats de peix viu de Hong Kong.